# Bradysia sexdentata
Bradysia sexdentata är en tvåvingeart som först beskrevs av Franklin William Pettey 1918.  Bradysia sexdentata ingår i släktet Bradysia och familjen sorgmyggor.
Artens utbredningsområde är Kalifornien. Inga underarter finns listade i Catalogue of Life.